# Торосозеро (озеро, Олонецкий район)
Торосозеро — озеро на территории Коткозерского сельского поселения Олонецкого района Республики Карелия.

## Общие сведения
Площадь озера — 0,5 км², площадь водосборного бассейна — 780 км². Располагается на высоте 153,6 метров над уровнем моря.
Форма озера лопастная, продолговатая: вытянуто с северо-запада на юго-восток. Берега каменисто-песчаные.
Через озеро протекает река Олонка.
В озере расположены четыре небольших острова.
На берегу озера расположена деревня Торосозеро, через которую проходит трасса Р21 («Кола»).
Код объекта в государственном водном реестре — 01040300211102000014879.